# Virus de la grippe A (H7N7)
Espèce
Classification phylogénétique
- Espèce : virus de la grippe A
  - sous-type H1N1
  - sous-type H1N2
  - sous-type H2N2
  - sous-type H2N3
  - sous-type H3N1
  - sous-type H3N2
  - sous-type H3N8
  - sous-type H5N1
  - sous-type H5N2
  - sous-type H5N3
  - sous-type H5N6
  - sous-type H5N8
  - sous-type H5N9
  - sous-type H6N1
  - sous-type H6N2
  - sous-type H7N1
  - sous-type H7N2
  - sous-type H7N3
  - sous-type H7N4
  - sous-type H7N7
  - sous-type H7N9
  - sous-type H9N2
  - sous-type H10N7

Le sous-type H7N7 du virus de la grippe A fait référence aux types de deux antigènes présents à la surface du virus : l'hémagglutinine de type 7 et la neuraminidase de type 7. Le virus de la grippe A est un virus à ARN monocaténaire de polarité négative à génome segmenté (8 segments) qui appartient au genre Alphainfluenzavirus de la famille des Orthomyxoviridae. Le sous-type H7N7 circule entre oiseaux mais présente un potentiel zoonotique inhabituel, de sorte qu'il présente un risque pandémique.
Des souches hautement pathogènes (HPAI) et des souches faiblement pathogènes (LPAI) du sous-type H7N7 ont été repérées depuis qu'on les recherche. Elles infectent les oiseaux (avec cas de passage à l'Homme), les porcs, les pinnipèdes et les chevaux (on les a longtemps cru endémiques chez le cheval) et ont infecté des souris.
Les souches néerlandaises de 2003-2004 semblent avoir été les premières (repérées) a facilement infecter des humains (le plus souvent sans conséquences graves) alors qu'en Italie, des virus proches (H7N1 et H7N3) n'avaient infecté aucun humain même ayant été en contact avec des oiseaux malades.
Cette large capacité zoonotique, associée au fait que le variant « néerlandais » passait facilement de l'oiseau à l'Homme font de ce sous-type un des candidats susceptible de causer une épidémie voire une pandémie.
L'immunité humaine étant naïve face à ce virus, qui est surveillé afin de détecter le plus tôt possible d'éventuels variants à la fois très pathogènes et contagieux.

## Dénomination
Le nom H7N7 fait référence à deux sous-types d’antigènes présents à la surface du virus :
1. l’hémagglutinine (HA) de type 7 ; H7 étant fréquemment trouvé chez les virus responsables d'épidémies dans les élevages de volailles [5];
2. la neuraminidase (NA) de type 7.

Il existe chez les oiseaux 16 sous-types de virus grippaux pour l’hémagglutinine. Seuls les sous-types H5 et H7 sont actuellement réputés hautement pathogènes chez les oiseaux (qui en tant que migrateurs sont des candidats pour la diffusion du virus, bien que les transports de volailles porteuses du virus soient aujourd’hui jugés également dangereux).

## Pathogénicité
Dans la nature ou dans les élevages, différentes souches du H7N7, faiblement à hautement pathogènes (IAHP) ont déjà été détectées.
Selon les cas elles ont infecté les humains (à priori à partir de contact avec des volailles infectées), des oiseaux, les porcs, les pinnipèdes et les chevaux.

Le virus s’est aussi montré en laboratoire capable d’infecter les souris.
Ce large et inhabituel potentiel zoonotique fait de ce sous-type viral une menace potentielle en termes d’épidémie voire de pandémie. C’est pourquoi ce sous-type H7N7 fait l’objet d’un suivi mondial, sous l'égide de l'OMS et de l'OIE.
À ce jour (mi-2013), ce virus ne semble qu’avoir rarement contaminé l’homme, mais avec un taux de mortalité assez élevé et une bonne capacité de contagion interhumaine.

## Historique

### Histoire de la détection du H7N7
- En 2003-2004, une épidémie zoonotique de grippe à H7N7 a été détectée aux Pays-Bas, d'abord durant 3 mois (de fin février à fin de mai 2003), mais l'épidémie a ensuite touché l'Allemagne et la Belgique[4]. 
Dans ce cas, l'isolat (H7N7 A/Chicken/Netherlands/1/03) provenait d’une épidémie aviaire qui a touché plusieurs élevages industriels de volailles[6] et l'isolat était un virus faiblement pathogène génétiquement apparenté à un isolat détecté chez des canards sauvages (Colverts) aux Pays-Bas[7],[8]. 
Le virus n’était pas très pathogène, mais le passage de l'oiseau à l'Homme s'est fait facilement (voir plus bas). Un variant muté du virus a provoqué la mort d'un vétérinaire, avec des symptômes comparables à ceux du H5N1 HP[4]. La mort n'était pas due à une prédisposition de santé du vétérinaire, car le virus cultivé chez des souris a causé les mêmes symptômes mortels chez elles.

- En août 2006, un variant faiblement pathogène du H7N7 a été découvert lors de tests de routine dans un élevage de volailles à Voorthuizen, au centre des Pays-Bas. Par mesure de précaution, 25 000 poulets ont été abattus dans l’élevage de Voorthuizen et dans les élevages environnants[9].

- En juin 2008, en Angleterre un variant hautement pathogène (HP) H7N7 a causé une épidémie dans une unité d’élevage de 25 000 volailles à Shenington, le virus étant probablement un mutant issue d’un variant faiblement pathogène préexistant. Selon le journal  Farmers Guardian, l’éleveur avait noté une augmentation de mortalité de 2,5 %) dans un des hangars et une réduction de la production d'œufs, deux semaines avant que l’élevage soit décimé par la grippe, le 2 juin 2008, déclenchant les analyses qui ont permis de diagnostiquer la présence d’un variant HP H7N7 (le 4 juin 2008) [10].

- En octobre 2009, c’est en Espagne qu’un variant hautement pathogène (HP) H7N7 a été diagnostiqué, dans une ferme d’Almoguera, dans la province de Guadalajara, à la suite de quoi Hong Kong a annoncé une suspension des importations de volailles espagnole[11].

- En août 2013, un variant hautement pathogène (HP) H7N7 a été trouvé sur les marchés de volailles en Chine lors d’essais recherchant le H7N9[12]

#### Cas humains
En 2003, 89 cas humains confirmés de grippe à H7N7 ont été détectés aux Pays-Bas à la suite d'une épidémie aviaire qui a touché plusieurs élevages industriels de volailles.
L'isolat était un virus faiblement pathogène génétiquement apparenté à un isolat détecté chez des canards sauvages, mais une souche mutée a causé la mort d'un des patients ; un vétérinaire ayant été en contact avec des volailles infectées, mort le 17 avril 2004 de pneumonie et détresse respiratoire (fumeur, mais non immunodéprimé ; ni ne souffrait de pathologies le prédisposant aux symptômes induits par le virus).
Sauf dans ce cas mortel, le virus n’était pas très pathogène, mais le passage de l'oiseau à l'Homme s'est fait facilement : des anticorps ont été trouvés dans plus de la moitié des 500 personnes testées car ayant été en contact ou à proximité des volailles malades. On a extrapolé que 1 000, et peut-être plus de 2 000 personnes ont été porteuses du virus durant cette période.
Chez les 89 premiers cas humains identifiés (86 personnes ayant manipulé des volailles infectées, et trois membres de leur famille) 78 malades n'ont présenté qu'une conjonctivite, cinq ont développé un syndrome grippal en plus de la conjonctivite ; deux ont présenté un syndrome grippal et quatre ne correspondaient pas à la "définition de cas" de l'OMS. Les syndromes grippaux étaient généralement légers, hormis dans un cas (mort par pneumonie associée à un syndrome de détresse respiratoire aiguë). La plupart des isolats trouvés chez l'homme (dont chez les cas secondaires probables), n'avaient pas accumulé d'importantes mutations. Cependant, chez le patient mort, les virus présentaient 14 mutations (substitutions d'acides aminés), dont certaines connues comme marqueurs de pathogénicité chez la souris,.

## Chez les autres mammifères
Plusieurs espèces de mammifères sauvages ou domestiques s’y sont montrés sensibles, dont la souris, le porc et les chevaux pour ce qui concerne les animaux proches de l'Homme et donc susceptibles de jouer un rôle épidémiologique ou écoépidémiologique particulier.

## Transmission et contagion
Comme beaucoup de virus grippaux, ce virus se montre capable de franchir la barrière des espèces.
- Le passage oiseau → homme est démontré : Dans le cadre de la zoonose observée aux Pays-Bas en 2003, la séroprévalence des anticorps/H7 a été étudiée chez les personnes n’ayant pas eu de contact avec des volailles infectées, mais qui ont été en contact étroit avec un travailleur infecté. Elle était élevée (59 %) ce qui suggère une bonne transmission interhumaine (contagion) et qu’en cas de mutation du virus ne renforçant que sa pathogénicité, la population à risque pour la grippe aviaire ne se limiterait pas aux personnes en contact direct avec des volailles infectées[15]. 
L'analyse finale publiée en 2005 et faite sur les foyers néerlandais de cette grippe aviaire a montré des taux de transmission à l’Homme plus élevés qu’attendus[16].

- Un cas de transmission phoque → humain est également documenté. Chez les phoques malades, le tissu pulmonaire était infecté, mais aussi le tissu cérébral[17]

## Mutations
Plusieurs variants, plus ou moins pathogènes ont été trouvés dans les élevages ou chez l’homme depuis 2003.

### Chez l’homme
- Un cas de mutation a été repéré en 2003, responsable de la mort d'un vétérinaire très probablement contaminé par les volailles victimes d'un virus hautement pathogène.

## Prévention
Les règles de base en matière d'hygiène sont à respecter, notamment dans les élevages et les métiers de contact avec l'animal ou la chair animale (abattoirs, boucheries…) La méthode de prévention préconisée par les vétérinaires est le plus souvent la destruction des animaux infectés ou suspects.

## Diagnostic

### Tableaux cliniques et radiologiques
Chez le vétérinaire mort en 2004, l'autopsie a confirmé la présence d'un œdèmegénéralisé avec 1 500 ml de liquide pleural des deux côtés et 1 000 ml de liquide séreux dans la cavité abdominale.
Les poids des poumons droit et gauche étaient environ trois fois le poids normal.
Le poumon vu en coupe était œdémateux et avec un emphysème, avec un liquide séreux ayant pénétré les bronches et les bronchioles.
Dans ce cas, l'histologie a montré des lésions alvéolaires diffuses mais graves.
- Elles étaient caractérisé par l'intrusion d'un fluide sérosanguineux dans la lumière (lumina) alvéolaire, mélangé avec la fibrine et des neutrophiles dans les lobes pulmonaires inférieurs[4].
- Les lumières (espace interne) alvéolaire étaient distendues avec parfois une rupture de cloisons alvéolaires[4].
- Les cloisons alvéolaires étaient épaissies par une dilatation des vaisseaux capillaires, avec des signes d'infiltration et quelques lymphocytes et des neutrophiles[4].
- Il y avait des preuves de régénération épithéliale, caractérisé par des pneumocytes atypiques dispersées et des cellules épithéliales ciliées tapissant respectivement les cloisons alvéolaires et les parois des bronchioles. Ces cellules atypiques étaient exceptionnellement grande, avec de gros noyaux, une chromatine grossière, et des nucléoles proéminents[4].

L'immunohistochimie n'a pas permis de détecter l'antigène du virus grippal dans les poumons, ni dans d'autres tissus.

L'examen macroscopique et histologique ont conclu que Seuls les organes respiratoires présentaient des lésions importantes.

### Diagnostic biologique
Des travaux récents ont porté sur les microRNA des virus grippaux et du H7N7 notamment, qui à l'avenir pourraient améliorer les diagnostics.

## Traitement
Les antiviraux classiques peuvent être utilisés, sous réserve qu'une mutation ne permette au virus d'y résister.

## Vaccin
En 2013, l'OMS a lancé la préparation d'un vaccin
Un vaccin antigrippal universel (M2) pourrait un jour être disponible : Samedi 18 février 2006, des chercheurs belges annonce avoir expérimenté avec succès un prototype de vaccin universel actif contre toutes les formes de grippe (y compris le H5N1 et la grippe humaine saisonnière), visant l’antigène M2 présent sur toutes les formes de grippe, et non les antigènes H ou N spécifiques et trop facilement mutants de chaque variante grippale.
Ce vaccin n'est cependant pas encore produit, et il n'existe pas non plus de vaccins effectifs disponibles contre un virus pandémique.
Des vaccins sont produits chaque année contre la grippe saisonnière, mais ils ne protègeraient probablement pas, mal ou peu de personnes en cas de grippe pandémique. À ce jour, aucun vaccin ne peut être rapidement produit, prêt à être commercialisé et diffusé sans un délai de quelques mois après le début de la pandémie.